# Castillon-de-Saint-Martory
 Castillon-de-Saint-Martory  es una población y comuna francesa, en la región de Mediodía-Pirineos, departamento de Alto Garona, en el distrito de Saint-Gaudens y cantón de Saint-Martory.

## Demografía
| 265 | 217 | 216 | 195 | 240 | 259 |
| Para los censos de 1962 a 1999 la población legal corresponde a la población sin duplicidades (Fuente: INSEE [Consultar]) |     |     |     |     |     |